# Dagmar Hofmann
Dagmar Hofmann (* 1974) ist eine deutsche Althistorikerin.

## Leben
Sie studierte von 1994 bis 2003 Alte Geschichte, Neuere/Mittlere Geschichte und Germanistik an der Ruprecht-Karls-Universität Heidelberg, wo sie den Abschluss Magistra im April 2003 erwarb. Von 1996 bis 2000 war sie wissenschaftliche Hilfskraft im Forschungsprojekt Epigraphische Datenbank Heidelberg (EDH) der Heidelberger Akademie der Wissenschaften. Von 2004 bis 2007 wurde sie im Rahmen des von  der Deutschen Forschungsgemeinschaft geförderten Graduiertenkollegs Leitbilder der Spätantike an der Friedrich-Schiller-Universität Jena finanziert, wo sie bei Walter Ameling im Juli 2007 promoviert wurde. 
Von Juli bis September 2007 war sie Koordinatorin im Graduiertenkolleg Leitbilder der Spätantike. An der Ruprecht-Karls-Universität Heidelberg war Hofmann von Oktober 2007 bis März 2008 wissenschaftliche Mitarbeiterin am Seminar für Alte Geschichte und Epigraphik, bis März 2009 war sie zudem wissenschaftliche Mitarbeiterin am Institut für Altertumswissenschaften der Friedrich-Schiller-Universität Jena. Seit April 2009 war sie wissenschaftliche Mitarbeiterin in der Abteilung Alte Geschichte bei Walter Ameling an der Universität zu Köln. Im Frühjahr 2010 lehrte sie als Gastdozentin an der School of Classics der University of St Andrews. 
Nach der Habilitation im Sommer 2016 mit einer Studie zu Justin übernahm Hofmann eine Reihe von Lehrstuhlvertretungen. So vertrat sie im Sommersemester 2017 Klaus Freitag auf dem Lehrstuhl für Alte Geschichte an der RWTH Aachen, im Sommersemester 2018, im Wintersemester 2018/19 und im Sommersemester 2019 lehrte sie jeweils als Vertretungsprofessorin für Alte Geschichte (Winfried Schmitz und Konrad Vössing) an der Rheinischen Friedrich-Wilhelms-Universität Bonn. Vom Wintersemester 2019/20 bis zum Wintersemester 2020/21 lehrte sie als Vertretungsprofessorin des Lehrstuhls für Alte Geschichte (Hartwin Brandt) an der Otto-Friedrich-Universität Bamberg, vom Sommersemester 2021 bis Wintersemester 2021/22 an der TU Dresden, im Wintersemester 2022/23 und Sommersemester 2023 an der FU Berlin. Seit Oktober 2024 ist sie unbefristete wissenschaftliche Mitarbeiterin am Lehrstuhl für Alte Geschichte der Martin-Luther-Universität Halle-Wittenberg.
Hofmanns Forschungsschwerpunkte sind Universalgeschichte der Antike, Historiographiegeschichte, Geschichte der Spätantike, frühes Christentum, Anthropologie, Kultur- und Sozialgeschichte der Antike und Lateinische Epigraphik.

## Schriften (Auswahl)
- Suizid in der Spätantike. Seine Bewertung in der lateinischen Literatur (= Altertumswissenschaftliches Kolloquium. Bd. 18). Steiner, Stuttgart 2007, ISBN 3-515-09139-4 (zugleich Dissertation, Jena 2007).
- Griechische Weltgeschichte auf Latein. Iustins Epitoma historiarum Pompei Trogi und die Geschichtskonzeption des Pompeius Trogus (= Hermes - Einzelschriften. Bd. 114). Steiner, Stuttgart 2018, ISBN 978-3-515-12143-9 (zugleich Habilitationsschrift, Köln 2016).